# José Néstor Meija
José Néstor Meija (San Miguel de Tucumán, Argentina, 1947) es un exfutbolista argentino que jugaba de mediocampista.

## Trayectoria
Surgido de las inferiores de San Martín de Tucumán, fue parte del equipo que marcó la historia del club al disputar el Campeonato Nacional de 1968.
Pasó luego por Huracán y Gimnasia y Esgrima La Plata.
En 1972 fue fichado por el equipo paraguayo de Cerro Porteño, por pedido del entrenador Néstor Raúl Rossi. Ese año su club se consagraría campeón de la Primera División de Paraguay.
Regresó a su país en 1973, y jugó para San Lorenzo de Mar del Plata, Altos Hornos Zapla y Central Norte de Tucumán.
En 1976 migró a Colombia donde se unió al Cristal Caldas. Sin embargo en octubre de ese año el club le rescindió su contrato, debido a la indisciplina del jugador.
Tras retirarse, se desempeñó como entrenador de diversos equipos y trabajó como chofer de ambulancias.

### Clubes
| Club                         | País      | Año         |
| ---------------------------- | --------- | ----------- |
| San Martín de Tucumán        | Argentina | 1963 - 1968 |
| Huracán                      | Argentina | 1969        |
| Gimnasia y Esgrima La Plata  | Argentina | 1970 - 1971 |
| Cerro Porteño                | Paraguay  | 1972        |
| San Lorenzo de Mar del Plata | Argentina | 1973 - 1974 |
| Altos Hornos Zapla           | Argentina | 1974        |
| Central Norte                | Argentina | 1975        |
| Cristal Caldas               | Colombia  | 1976        |
| Central Norte                | Argentina | 1977 - 1979 |